# Колініченко Олексій Миколайович
Олексій Миколайович Колініченко (16 березня 1932, село Широка Балка, тепер Херсонського району Херсонської області — 2010, місто Москва, Російська Федерація) — радянський військовий політпрацівник, генерал-полковник (27.10.1988). Народний депутат СРСР у 1989—1991 роках. Член Центральної контрольної комісії КПРС у 1990—1991 роках.

## Життєпис
У 1955 році закінчив Одеське військове училище.
З 1955 року — на комсомольській роботі в батальйоні, полку, дивізії, політичному управлінні Одеського військового округу.
Член КПРС з 1956 року.
У 1966 році закінчив Військово-політичну академію імені Леніна та Одеський державний університет.
У 1966—1973 роках — заступник начальника політичного відділу дивізії, начальник політичного відділу — заступник командира бригади із політичної частини, начальник політичного відділу — заступник командира дивізії із політичної частини.
У 1973—1975 роках — 1-й заступник начальника політичного відділу армії.
У 1975—1979 роках — член Військової ради — начальник політичного відділу армії.
У 1979—1984 роках — 1-й заступник начальника політичного управління Далекосхідного військового округу.
У 1984—1987 роках — член Військової ради — начальник політичного управління Білоруського військового округу.
У 1987—1989 роках — член Військової ради — начальник політичного управління військ Далекого Сходу.
У 1989 — грудні 1990 року — член Військової ради — начальник політичного управління Західної групи військ.
У 1991 році — начальник Військово-політичної академії імені Леніна в Москві. У грудні 1991 — вересні 1992 року — начальник Гуманітарної академії збройних сил Російської Федерації.
Потім — на пенсії в Москві. Помер у 2010 році. Похований на Троєкуровському цвинтарі Москви.

## Звання
- генерал-майор (28.10.1976)
- генерал-лейтенант (17.02.1982)
- генерал-полковник (27.10.1988)

## Нагороди
- ордени
- медалі